# 劇団EXILE
劇団EXILE（げきだんエグザイル）は、日本の劇団。LDH JAPAN所属。EXILEのHIROがゼネラルプロデューサーを務めている。

## 略歴
- 2007年9月、旗揚げ公演を行う[注 1]。
- 2009年8月、青柳、秋山、施、春川、磯村、小澤で劇団内のユニット華組を結成[4]。
- 2010年4月、ELLY、白濱、山下、藤間兄弟で劇団内のユニット風組を結成[4][5]。
- 2010年9月、藤間兄弟が風組を脱退。
- 2011年1月、鈴木、町田が風組に加入[6]。
- 2011年7月、施、ELLY、白濱、山下、町田が脱退。華組と風組が統合しユニット分け終了[7]。
- 2012年2月、町田が再加入[8]。
- 2012年9月、小野塚、野替、八木が加入[9][10]。
- 2013年5月、磯村が脱退[11]。
- 2015年1月、研究生の佐藤が加入[12][13]。
- 2015年9月、春川が脱退[14]。
- 2022年11月、塩野、前田、櫻井が加入[15]。
- 2023年12月、鈴木が脱退[16]。
- 2024年2月、秋山が脱退[17]。

### オーディション
- 2009年1月、第1回劇団EXILEオーディションを開催[18]。磯村、小澤が合格した[1]。白濱、山下は最終候補者であった。
- 2009年8月、第2回劇団EXILEオーディションを開催[19]。
- 2010年8月、第3回劇団EXILEオーディションを開催[20]。鈴木、町田が合格した[21]。小野塚は最終候補者であった。
- 2014年3月、一般公募せず劇団EXILEオーディションを開催。合格者は研究生として活動[22]、後に佐藤のみ正式加入した。

## メンバー
- 青柳翔
- 小澤雄太
- 町田啓太
- 小野塚勇人
- SWAY（DOBERMAN INFINITY）
- 八木将康
- 佐藤寛太
- 塩野瑛久
- 前田拳太郎
- 櫻井佑樹

### 過去のメンバー
- 藤間翔
- 藤間司
- 施鐘泰
- ELLY（三代目 J SOUL BROTHERS）
- 山下健二郎（三代目 J SOUL BROTHERS）
- 白濱亜嵐（GENERATIONS、EXILE）
- 磯村洋祐
- 春川恭亮
- 鈴木伸之
- 秋山真太郎

## 公演
- 旗揚げ公演 「太陽に灼かれて」（2007年9月 - 10月）
- 第二回本公演 「CROWN 眠らない、夜の果てに...」 （2008年5月）
- 第三回本公演 「Words 〜約束/裏切り〜 すべて、失われしもののため...」 （2009年10月 - 11月）
- 華組旗揚げ公演 「ユーバエ8号」 （2009年11月）[1]
- JUNCTION#1 「Night Ballet」（2010年3月）
- 華組第二回公演 「六惡党」 （2010年4月）
- 第四回本公演 「DANCE EARTH 〜願い〜」 （2010年5月）
- 華組第三回公演 「KILL THE BLACK」 （2010年6月）
- 華組×風組合同公演「ろくでなしBLUES」 （2010年12月）
- W-IMPACT「レッドクリフ -愛-」「レッドクリフ -戦-」（2011年8月）
- 方南ぐみ×劇団EXILE「あたっくNo.1」（2012年8月 - 9月）
- 「影武者独眼竜」 （2012年10月）
- 「SADAKO -誕生悲話-」（2013年5月）
- 「さよなら西湖クン」（2013年5月 - 6月）
- 「あたっくNo.1」（2013年8月 - 9月）
- 「歌姫」（2014年3月）
- あたっくNo.1スピンオフ朗読劇「眉毛一族の陰謀」（2014年4月）
- 「THE面接」（2014年7月）[23]
- 「それいけ小劇場!!」（2014年10月）[24]
- 「Tomorrow Never Dies 〜やってこない明日はない〜」（2015年2月 - 3月）[25]
- 「勇者のために鐘は鳴る」（2020年1月 - 2月）[26]
- 「JAM -ザ・リサイタル-」（2021年10月 - 2022年1月）[27]

## 出演

### テレビドラマ
- ろくでなしBLUES（2011年7月 - 9月、日本テレビ）[28]
- HiGH&LOW〜THE STORY OF S.W.O.R.D.〜（2015年10月 - 12月、日本テレビ）
  - HiGH&LOW Season2（2016年4月 - 6月）

### 映画
- ROAD TO HiGH&LOW（2016年）
  - HiGH&LOW THE MOVIE（2016年）
- jam（2018年）[29]

### 配信ドラマ
- JAM -the drama-（2021年8月 - 10月、ABEMA）[30]

### テレビ番組
- 週刊EXILE（2012年、TBS）
- 劇団EXILEがゴルフを始めて100日間で100切りを目指すTV（2021年3月 - 5月、テレビ東京）[31]

### ラジオ
- Weekend Fun!（2014年10月 - 2016年12月、レインボータウンFM）[32]
- SHE THREE presents 劇団EXILEのREPROFILE（2019年4月 - 2020年10月、ニッポン放送）

### ライブ
- EXILE LIVE TOUR 2010 FANTASY（2010年7月 - 9月）
- HiGH&LOW THE LIVE（2016年7月22日 - 10月3日）[33]

### ミュージックビデオ
- 三代目J Soul Brothers「FIGHTERS -ROUND 1-」（2011年）[34]
- 青柳翔「HOME」（2019年）[35]

## イベント
- 劇団EXILEサポーター限定イベント 〜新劇祭〜（2014年2月3日、大田文化の森ホール）
- 劇団EXILEファン感謝イベント 第2回「新劇祭」（2014年12月7日、品川プリンスホテル クラブeX）
- 劇団EXILE写真展「また今日が過ぎても」（2024年9月6日 - 9月15日、encounter gallery）[36]
- 劇団EXILE OFFICIAL FAN CLUB EVENT『ゲキエグフェス2024』（2024年9月8日、ヒューリックホール東京）[37]